# Bakung Kidul
Bakung Kidul is een bestuurslaag in het regentschap Cirebon van de provincie West-Java, Indonesië. Bakung Kidul telt 5492 inwoners (volkstelling 2010).